# Леджено, Дейв
Дейв Леджено (англ. Dave Legeno; Родился: 12 октября 1963, Марилебон, Лондон, Англия, Великобритания. Умер: 6 июля 2014, Долина Смерти, Калифорния, США) — английский актёр, боксёр и боец смешанных боевых искусств. Получил наибольшую известность благодаря роли оборотня Фенрира Сивого в трёх последних частях «Гарри Поттера».

## Жизнь и карьера
Леджено родился в Марилебоне, Лондон, Англия. По его словам, захотел стать актёром после того, как прочитал пьесу Шекспира «Ричард III». Леджено учился в школе грамматики доктора Коллонера в Амершеме. Позже он учился исполнительскому искусству в колледже в Америке, прежде чем он начал сниматься в рекламных роликах.
Леджено был вышибалой, сборщиком долгов и борцом, прежде чем стать боксёром. Его бойцовским прозвищем было «Lone Wolf» (рус. Одинокий волк). Первую роль Леджено исполнил в фильме Гая Ричи «Большой куш». После этого он появился в фильмах «Бэтмен: Начало», «Золотой век» и «Центурион». Он играл оборотня Фенрира Сивого в фильмах «Гарри Поттер и Принц-полукровка», «Гарри Поттер и Дары Смерти. Часть 1» и «Гарри Поттер и Дары Смерти. Часть 2».
Леджено владел многими боевыми искусствами, в том числе боксом, борьбой, дзюдо, бразильским джиу-джитсу и муай-тай. Он начал свою профессиональную карьеру в ММА в возрасте 42 лет в Cage Rage 14.
Дейв проживал в Южной Англии со своей дочерью.

## Смерть
Тело Дейва Леджено было найдено туристами 11 июля 2014 года в Долине Смерти, штат Калифорния, США. Чтобы эвакуировать его останки, был вызван вертолёт, так как смерть наступила в отдалённой области. Предположительно, Леджено умер от проблем, связанных с жарой, и, возможно, был мёртв в течение трёх-четырёх дней, прежде чем его тело было обнаружено

## Фильмография
| Год       |     | Русское название                              | Оригинальное название                         | Роль                        |
| --------- | --- | --------------------------------------------- | --------------------------------------------- | --------------------------- |
| 2000      | ф   | Большой куш                                   | Snatch                                        | Джон                        |
| 2003—2004 | с   | Чисто английское убийство                     | The Bill                                      | байкер / Пит Уилсон         |
| 2004      | ки  | The Getaway: Black Monday                     | The Getaway: Black Monday                     | Эдди О’Коннор               |
| 2005      | ф   | Бэтмен: Начало                                | Batman Begins                                 | боец Лиги теней             |
| 2005      | в   | Два ствола                                    | Hell to Pay                                   | Большой Вик                 |
| 2006      | ф   | Громобой                                      | Stormbreaker                                  | Медведь                     |
| 2007      | ф   | Вне закона                                    | Outlaw                                        | Ян Ферлонг                  |
| 2007      | ф   | Восхождение пехотинца                         | Rise of the Footsoldier                       | Большой Джон                |
| 2007      | ф   | Золотой век                                   | Elizabeth: The Golden Age                     | Палач                       |
| 2008      | ф   | Коттедж                                       | The Cottage                                   | Фермер                      |
| 2009      | ф   | Гарри Поттер и Принц-полукровка               | Harry Potter and the Half-Blood Prince        | Фенрир Сивый                |
| 2009      | ф   | Опасная гастроль                              | Command Performance                           | Олег Казов                  |
| 2009      | ф   | 44 дюйма                                      | 44 Inch Chest                                 | Брайтон Билли               |
| 2010      | ф   | Центурион                                     | Centurion                                     | Вортикс                     |
| 2010      | с   | Призраки                                      | Spooks                                        | Жиль Ригу                   |
| 2010      | тф  | Леннон без прикрас                            | Lennon Naked                                  | Лес                         |
| 2010      | ф   | Мрачная тень                                  | Dead Cert                                     | Ювеский                     |
| 2010      | ф   | Связанные кровью                              | Bonded by Blood                               | Джек Химз                   |
| 2010      | ф   | Гарри Поттер и Дары Смерти: часть 1           | Harry Potter and the Deathly Hallows — Part 1 | Фенрир Сивый                |
| 2010      | ки  | Harry Potter and the Deathly Hallows: Part I  | Harry Potter and the Deathly Hallows: Part I  | Фенрир Сивый                |
| 2011      | ф   | Гарри Поттер и Дары Смерти: часть 2           | Harry Potter and the Deathly Hallows — Part 2 | Фенрир Сивый                |
| 2011      | ки  | Harry Potter and the Deathly Hallows: Part II | Harry Potter and the Deathly Hallows: Part II | Фенрир Сивый                |
| 2011      | мтф | Большие надежды                               | Great Expectations                            | Боррит                      |
| 2011—2013 | с   | Борджиа                                       | The Borgias                                   | Гвидобальдо да Монтефельтро |
| 2012      | ф   | Белоснежка и охотник                          | Snow White & the Huntsman                     | Брох                        |
| 2012      | ф   | Ворон                                         | The Raven                                     | Перси                       |
| 2012      | мтф | Титаник                                       | Titanic                                       | Дэвис                       |
| 2013      | с   | Улица потрошителя                             | Ripper Street                                 | Джордж                      |
| 2015      | ф   | Последние рыцари                              | The Last Knights                              | Олаф                        |